# Biserica Sfântul Nicolae din Ilovăț

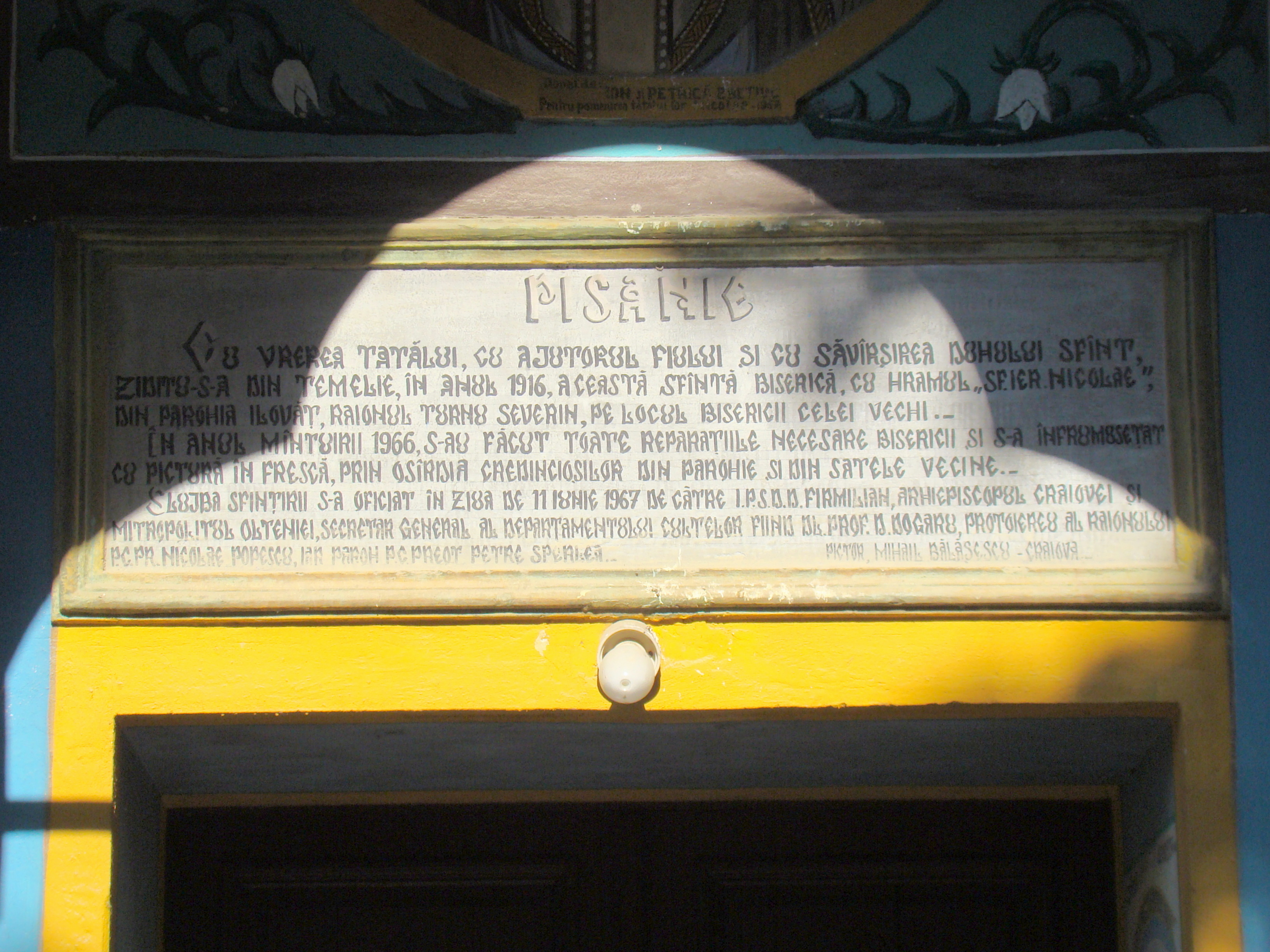
Pisania

Biserica Sfântul Nicolae este un monument istoric aflat pe teritoriul satului Ilovăț, comuna Ilovăț.

## Istoric și trăsături
Biserica este situată în centrul satului Ilovăț și a fost construită între anii 1913–1916, pe locul vechii biserici din lemn, mai mică și care nu mai răspundea necesităților vremii. Inițiatorul construcției a fost preotul Popescu Gheorghe, ajutat de comunitatea credincioșilor din Ilovăț. Are formă de navă, cu o singură turlă, iar materialele folosite la zidire au fost piatra, cărămida și betonul.
Pictura inițială (în afară de iconostas și șase icoane împărătești) a fost executată de pictorul Teodor Zarma din Drobeta-Turnu Severin; a fost sfințită la 8 noiembrie 1920, de către Episcopul Râmnicului D.D Vartolomeu.
De la vechea biserică de lemn (construită în 1847) se mai păstrează icoanele împărătești, donație a boierului Glogoveanu, precum și fostele uși diaconești păstrate la intrarea în biserică și pe care se poate citi următoarea inscripție cu litere chirilice: „Aceste sfinte uși – scândurile - s-a dăruit de Anton Venus Katolic, ce mai pe urmă a primit botez ortodox, lucru gumilării s-a dăruit de doi meșteri sârbi: Nicolae și Sfetea, zugrăvite cu cheltuiala D-lui locului Constantin Bălteanu, care a ținut această moșie, cu arendă, zece ani, plătind zugrăveala cu 4 galbeni, tot dumnealui a dat și cazanul pe care trei galbeni a dat. Prin stăruință și chiverniseală părintelui Vasile, servitorul acestei sfinte biserici – 1872 D – 13”.
Și clopotul este cel care a aparținut vechii biserici, fiind cumpărat de la Viena, având următoarea inscripție: „Acest clopot s-au cumpărat de pitarul Gherghe Ilie și de feciorul D-lui Ion G. Ilie Florea, dând ajutor și D-lor Ioan Stângu Cocor și cu Gligorie Severineanu și Dumitrașco Racovițeanu – 1850”.
În 1960 a fost numit preot Sperlea Petre, care a luat inițiativa de a executa reparații capitale la această biserică în urma cărora a fost resfințită la data de 11 iunie 1967.

## Imagini din exterior

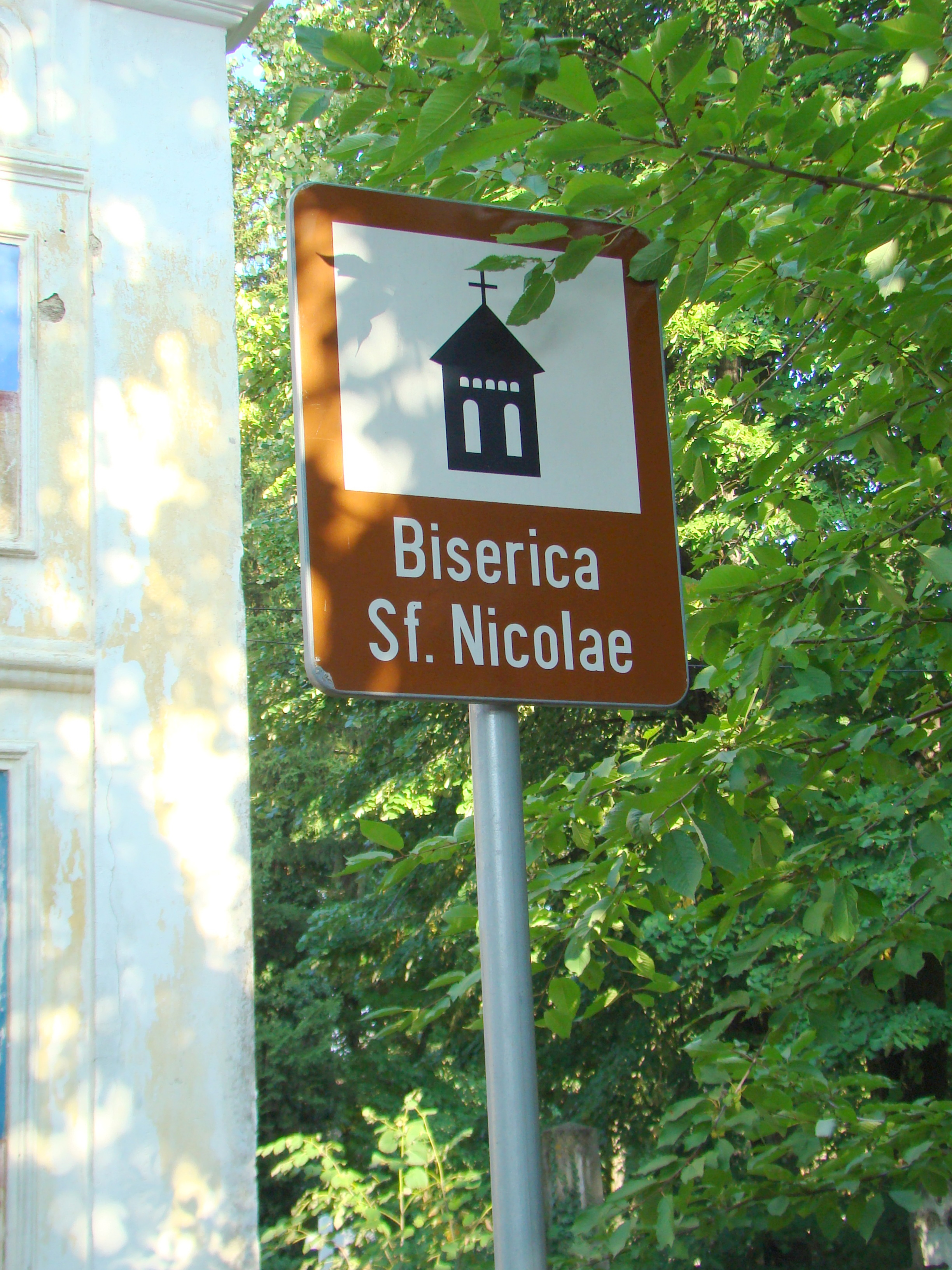
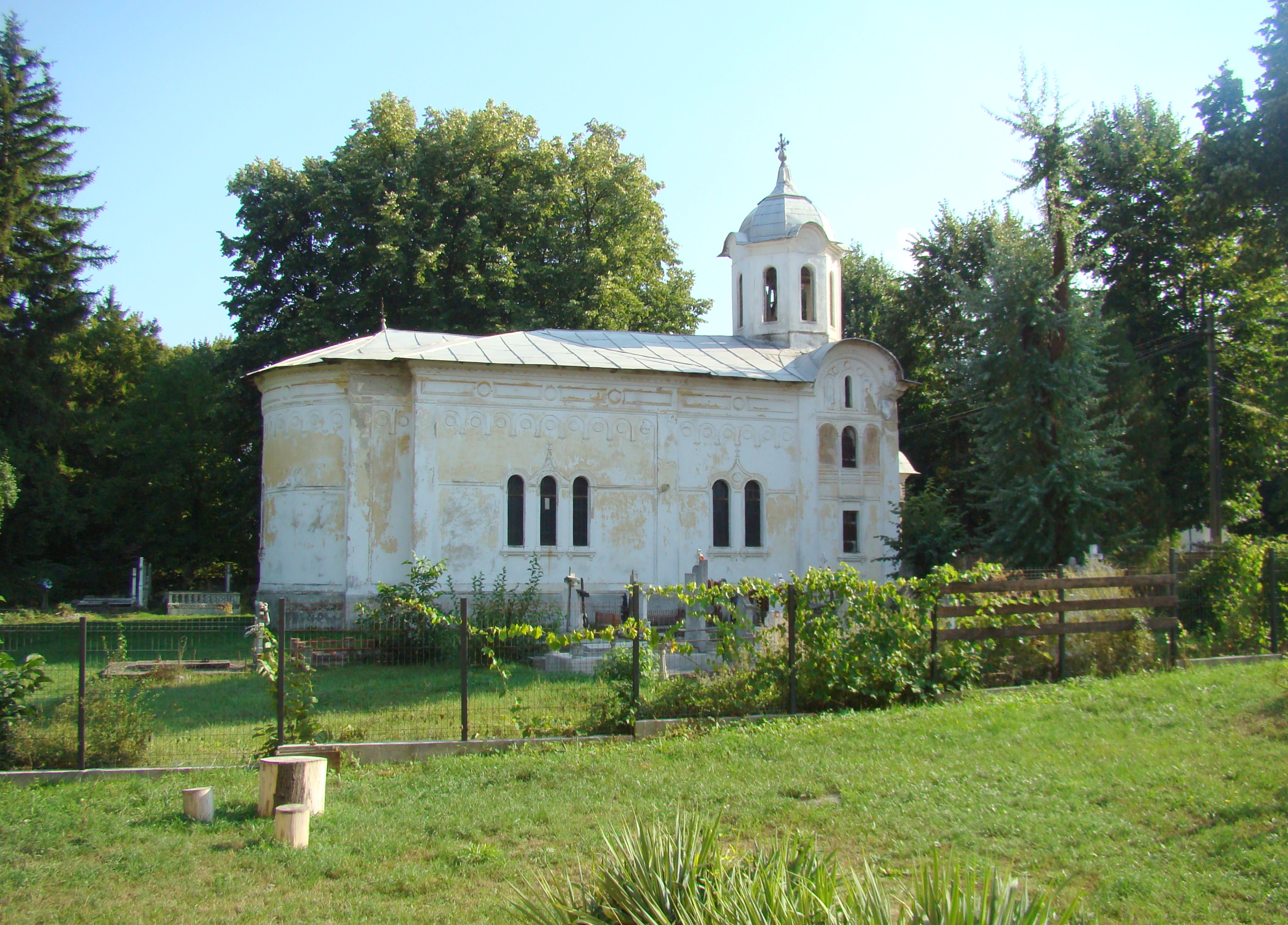
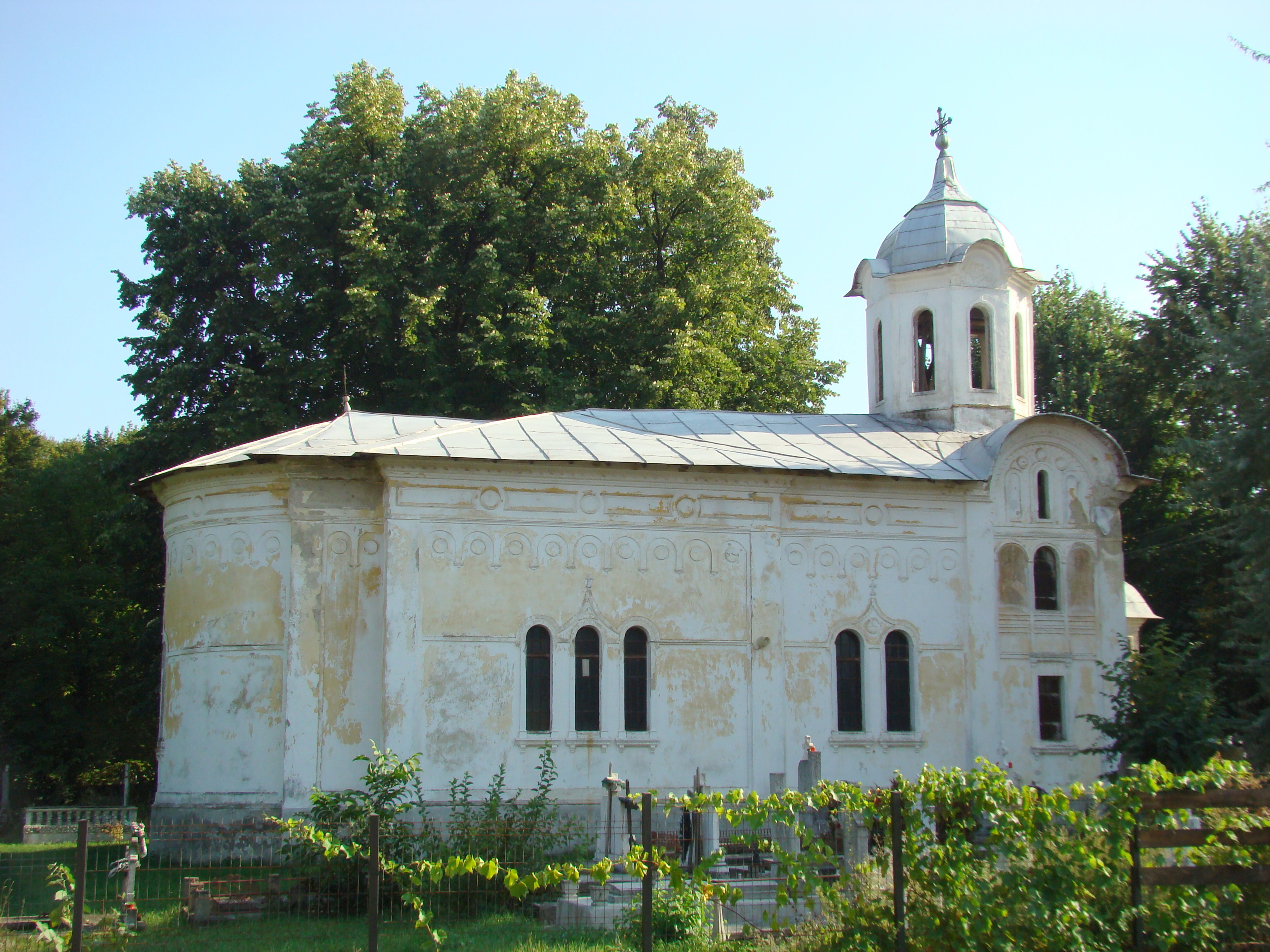
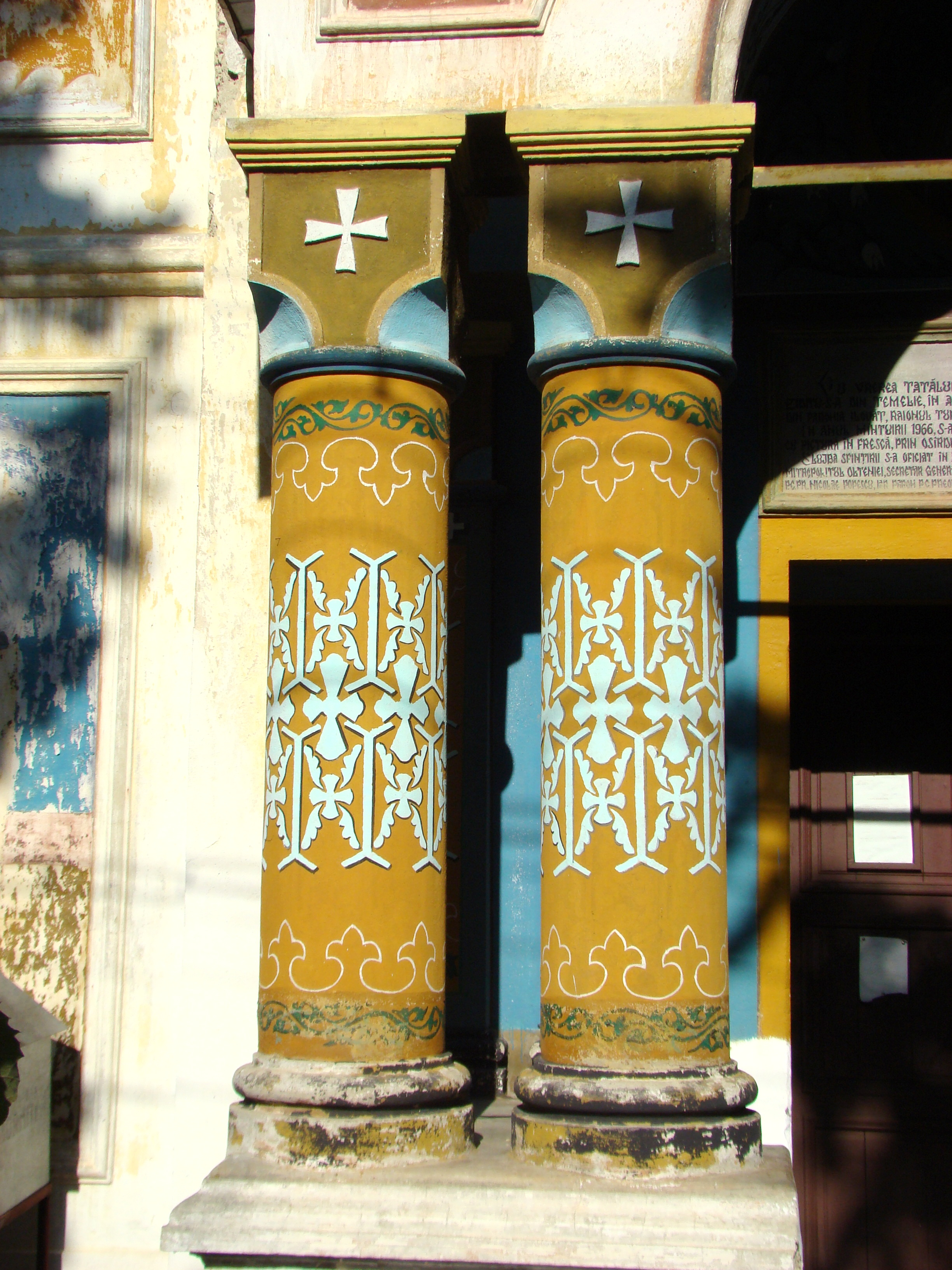
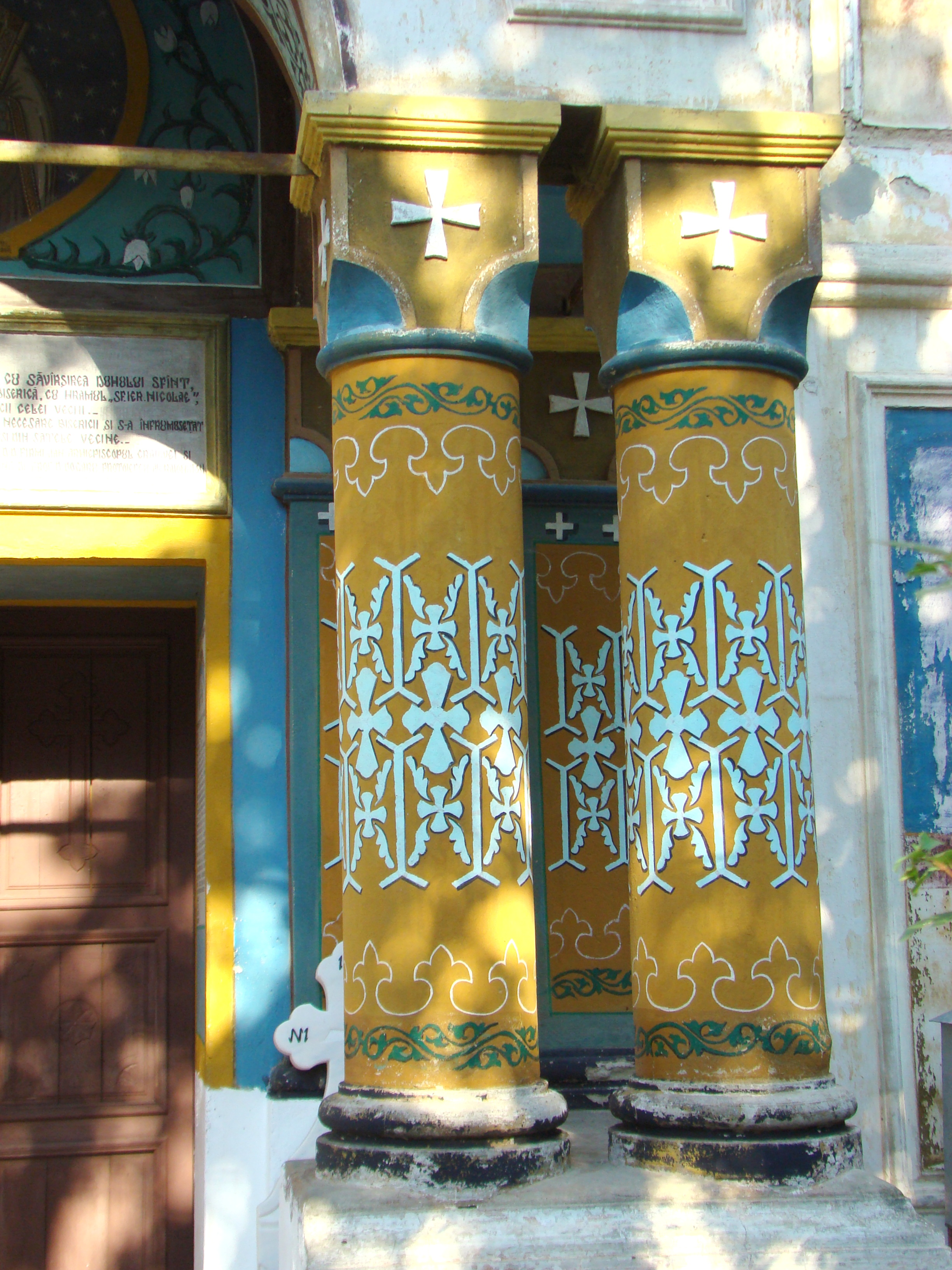
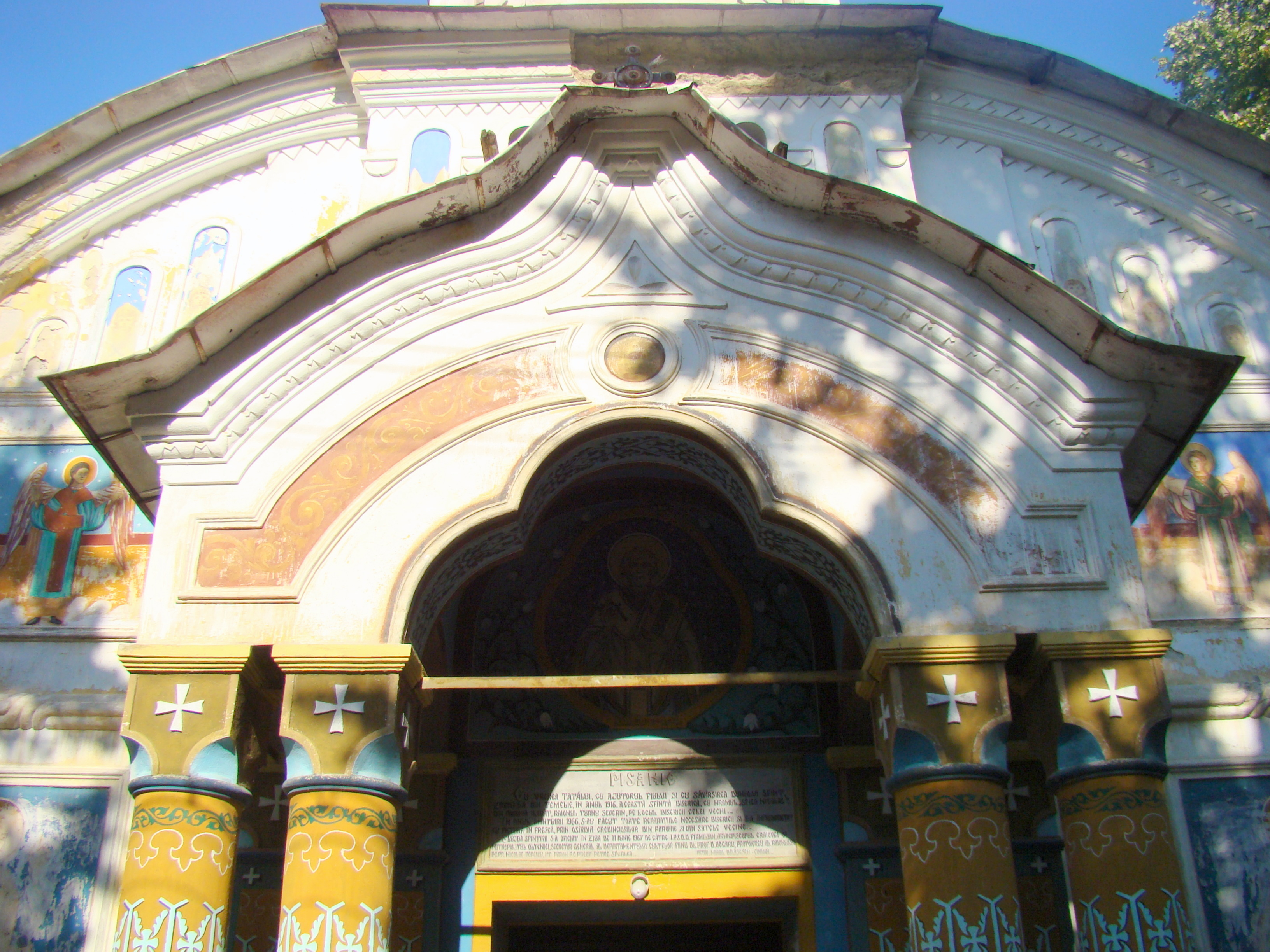
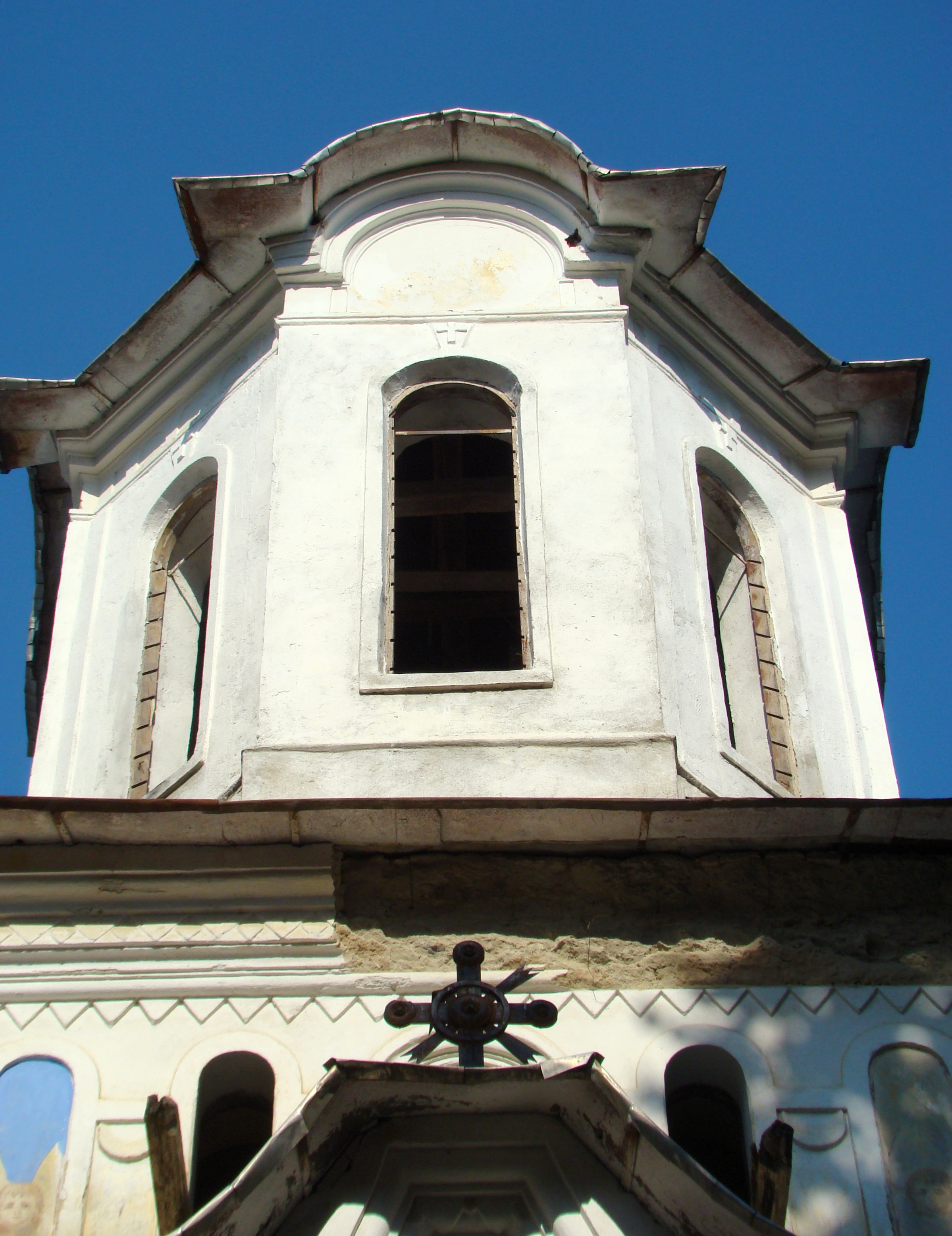
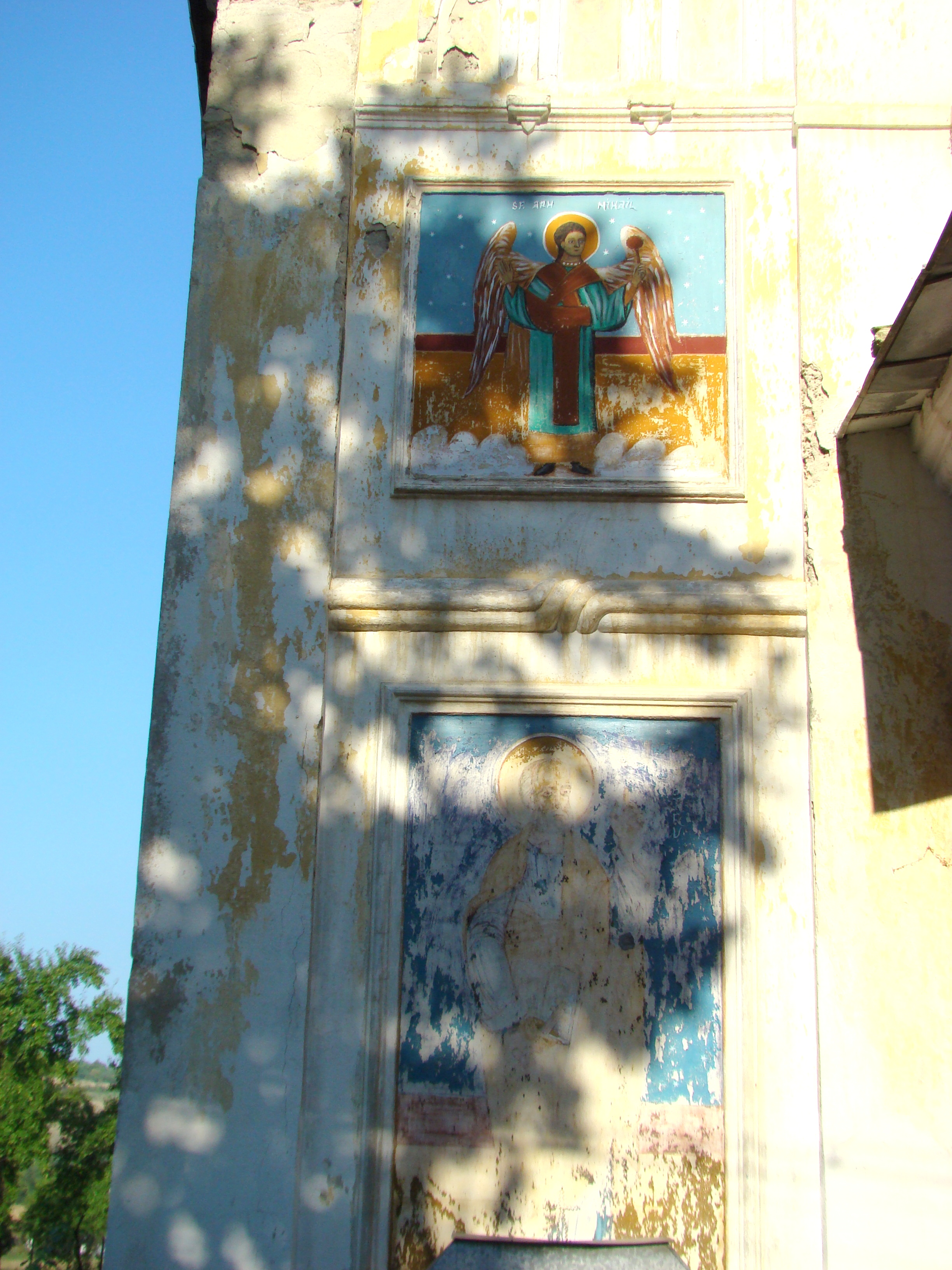
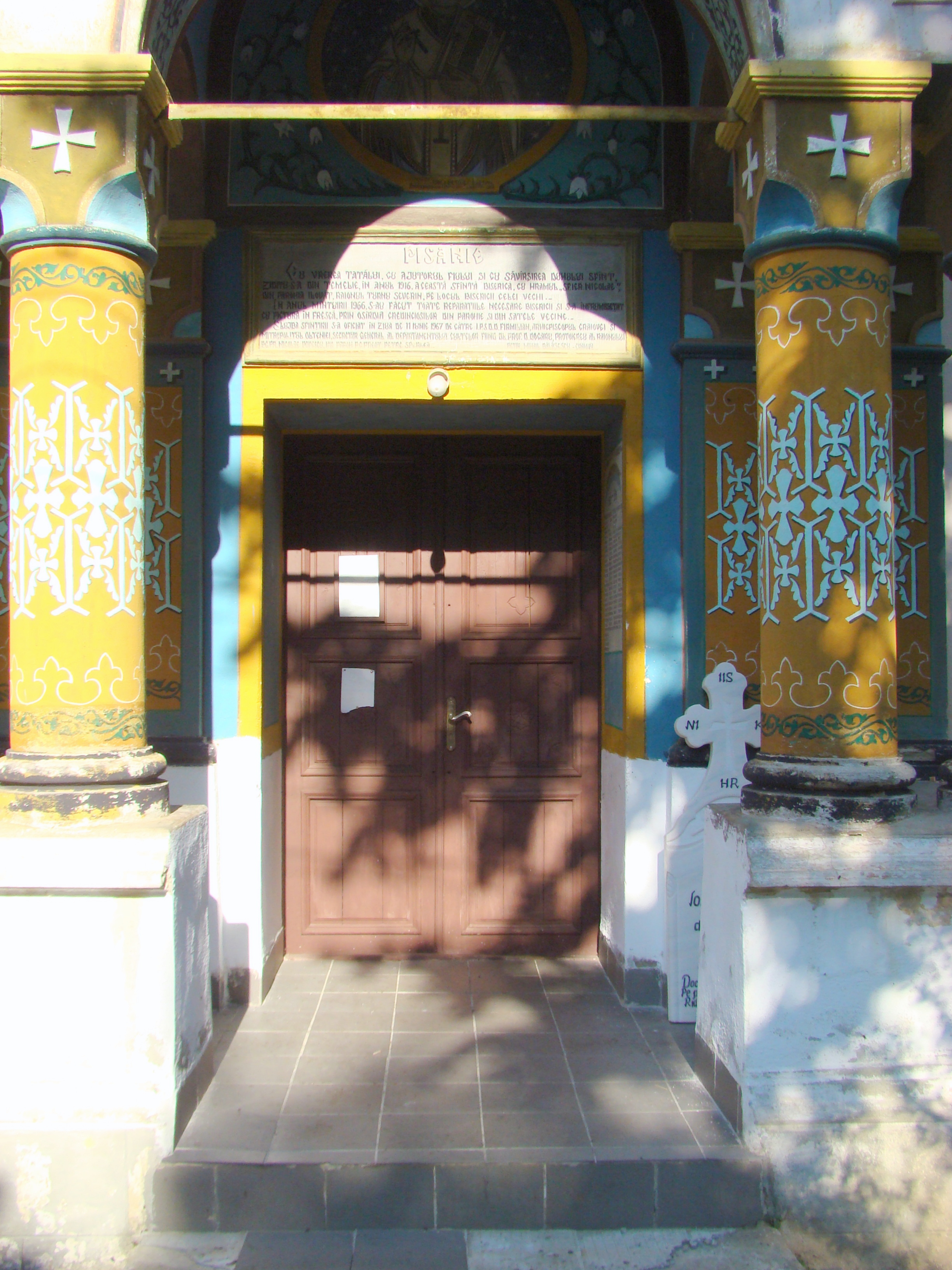
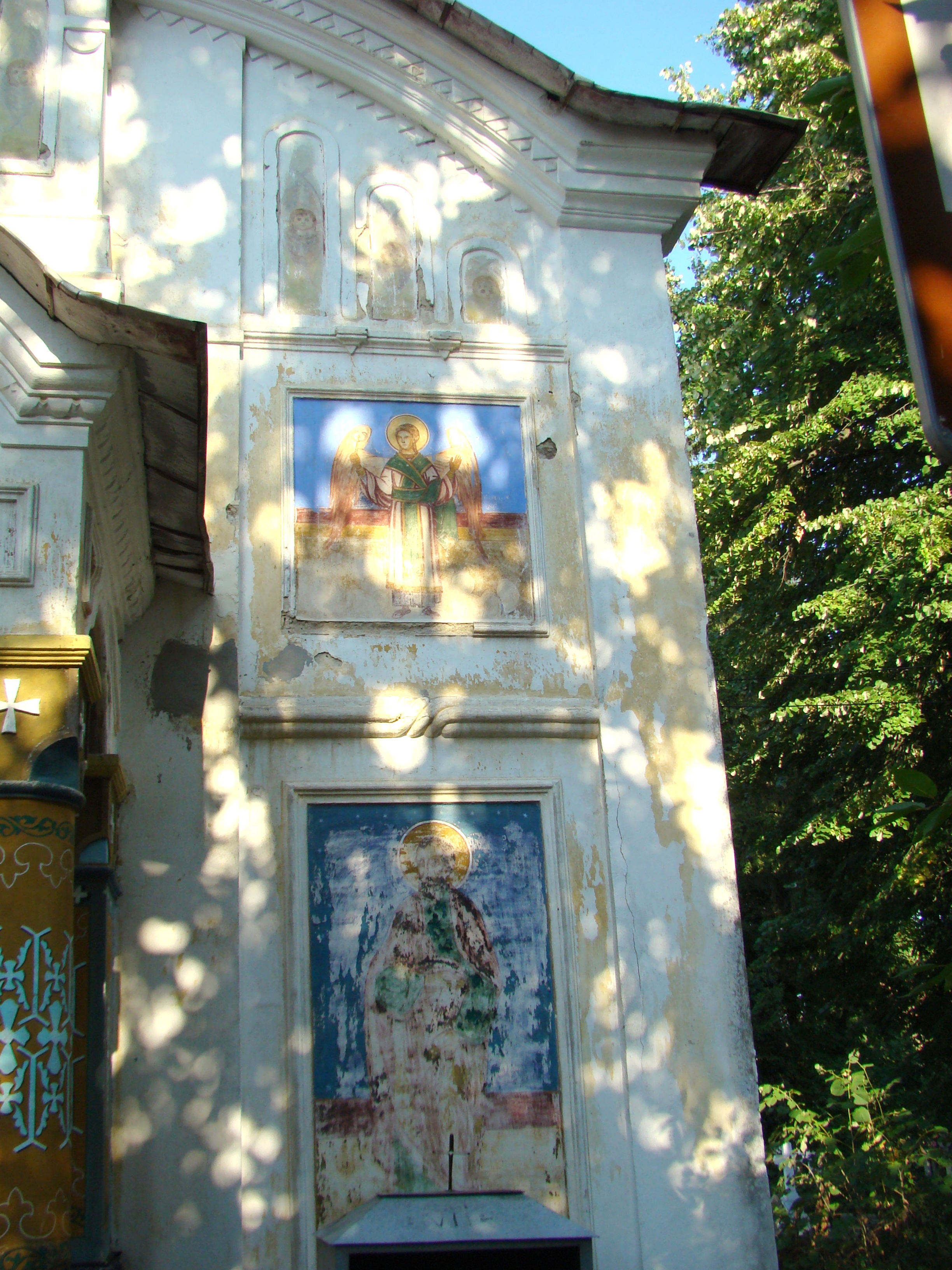
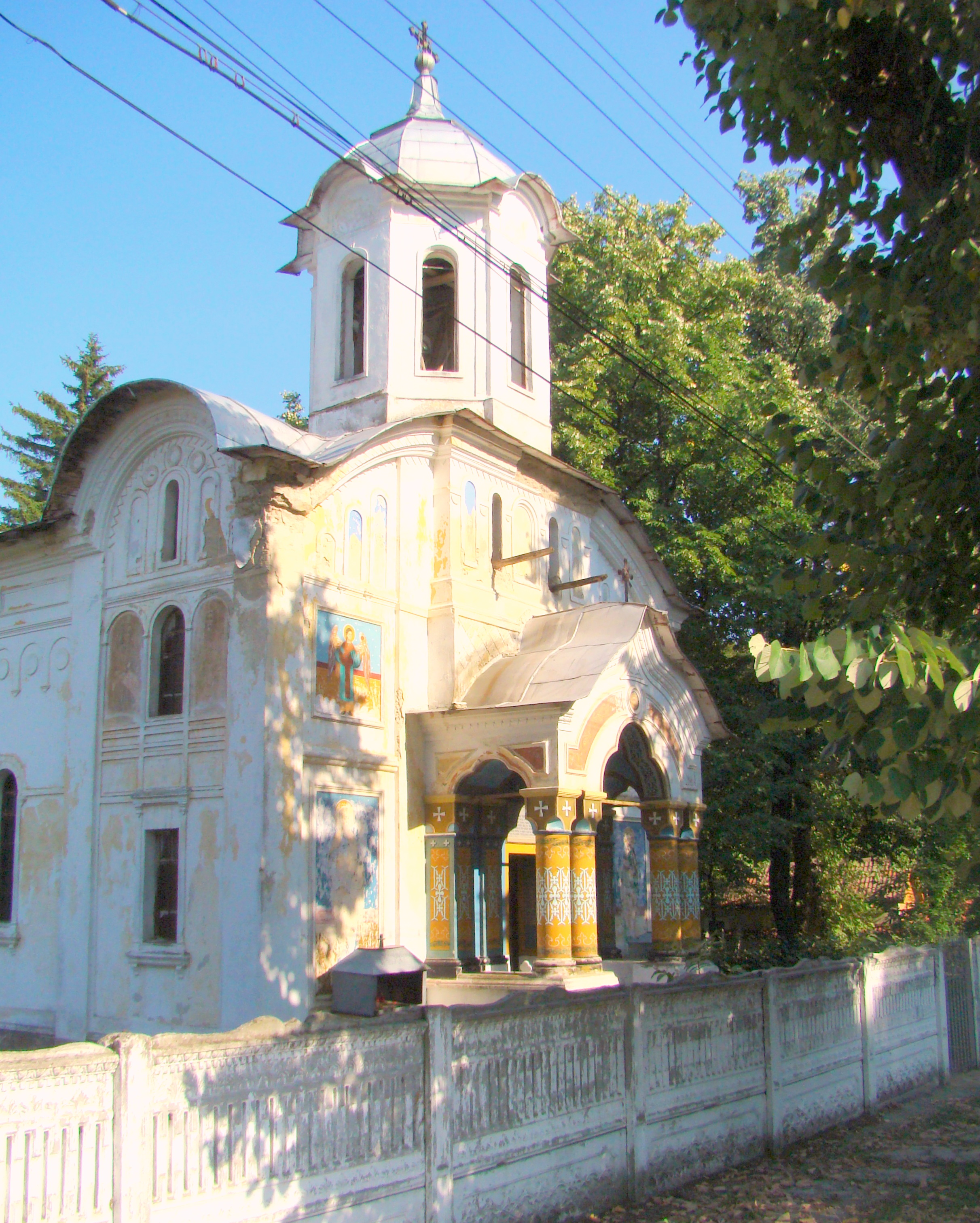
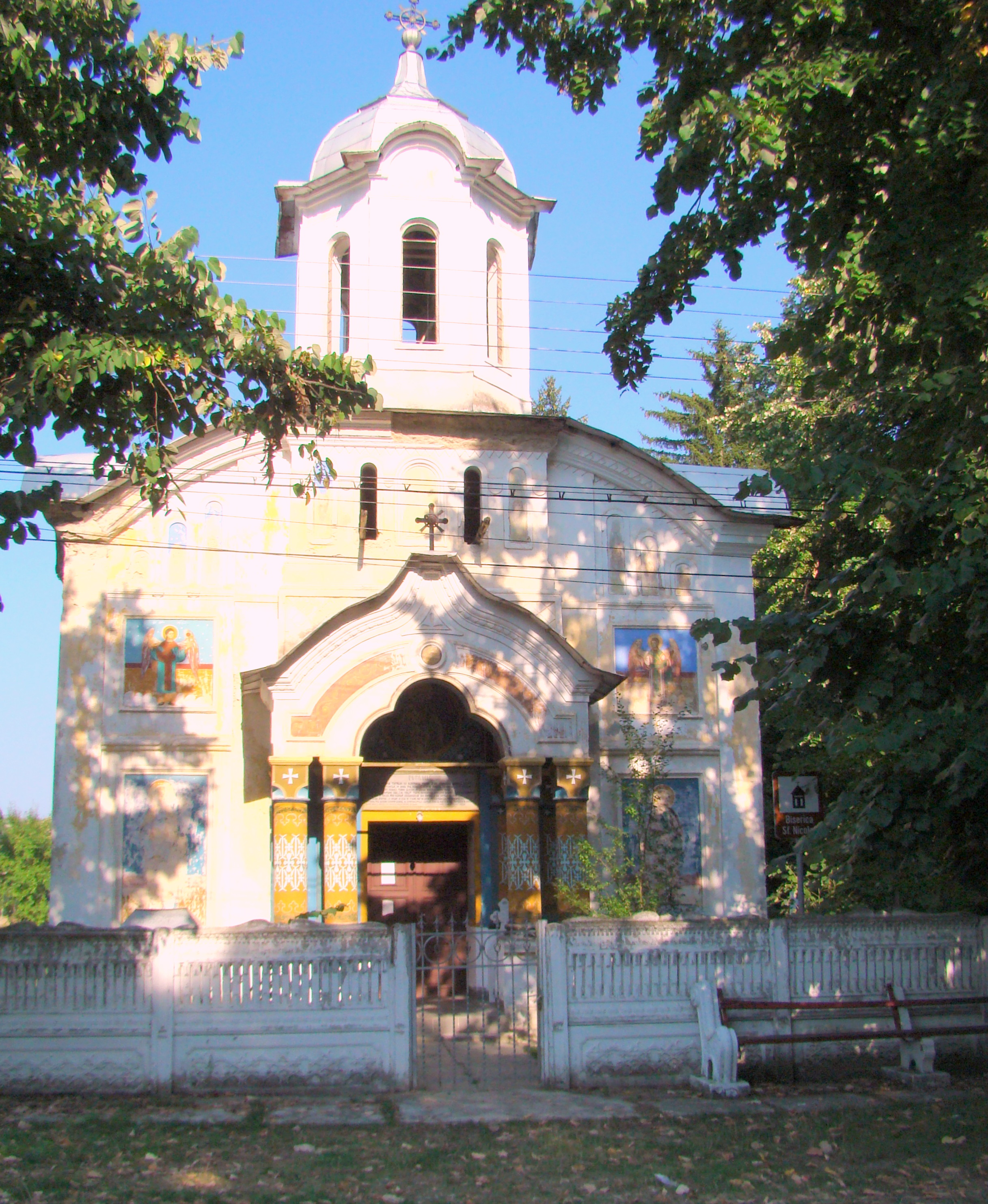